# Bordone da priore
In araldica il bordone da priore è un bastone raffigurato in forma stilizzata che rappresenta la dignità priorale. Può comparire sia come figura interna allo scudo sia come ornamento esteriore.

Di verde al bordone da priore d'oro uscente dalla punta dello scudo, accompagnato da due lettere V gotiche d'argento sormontate da due ghiande d'oro; al capo di rosso caricato da un alerione d'argento (stemma di Vandœuvre-lès-Nancy, Francia)
D'oro al bordone da priore di nero, accostato in punta da due foglie di quercia di verde, quella di destra posta in banda, l'altra in sbarra; a due quartieri franchi di rosso, caricati ciascuno di un giglio d'oro (Lucquy, Francia)

## Traduzioni
- Francese: bâton prieural, bâton de prieur